# گوووخوو (استان لهستان بزرگ‌تر)
گوووخوو (به لاتین: Gołuchów) یک روستا در لهستان است که در گمینا گوووخوو واقع شده‌است. گوووخوو ۲٬۱۷۸ نفر جمعیت دارد و ۱۲۰ متر بالاتر از سطح دریا واقع شده‌است.